# Олтон (Айова)
Олтон (англ. Alton) — місто (англ. city) в США, в окрузі Сіу штату Айова. Населення — 1248 осіб (2020).

## Географія
Олтон розташований за координатами 42°59′15″ пн. ш. 96°0′33″ зх. д. / 42.98750° пн. ш. 96.00917° зх. д. (42.987500, -96.009124).  За даними Бюро перепису населення США в 2010 році місто мало площу 4,78 км², уся площа — суходіл.

## Демографія
Згідно з переписом 2010 року, у місті мешкало 1216 осіб у 478 домогосподарствах у складі 338 родин. Густота населення становила 254 особи/км².  Було 493 помешкання (103/км²).
Расовий склад населення:
| - 95,9 % — білих - 0,7 % — чорних або афроамериканців - 0,7 % — азіатів - 0,3 % — корінних американців - 1,6 % — осіб інших рас |

До двох чи більше рас належало 0,8 %. Частка іспаномовних становила 4,7 % від усіх жителів.
За віковим діапазоном населення розподілялося таким чином: 27,1 % — особи молодші 18 років, 59,2 % — особи у віці 18—64 років, 13,7 % — особи у віці 65 років та старші. Медіана віку мешканця становила 36,6 року. На 100 осіб жіночої статі у місті припадало 98,0 чоловіків;  на 100 жінок у віці від 18 років та старших — 102,1 чоловіків також старших 18 років.
Середній дохід на одне домашнє господарство  становив 69 915 доларів США (медіана — 62 232), а середній дохід на одну сім'ю — 82 582 долари (медіана — 80 833). Медіана доходів становила 46 806 доларів для чоловіків та 31 935 доларів для жінок. За межею бідності перебувало 7,2 % осіб, у тому числі 8,2 % дітей у віці до 18 років та 10,1 % осіб у віці 65 років та старших.
Цивільне працевлаштоване населення становило 820 осіб. Основні галузі зайнятості: освіта, охорона здоров'я та соціальна допомога — 25,5 %, виробництво — 17,8 %, роздрібна торгівля — 11,6 %, будівництво — 9,9 %.